# Lysibia mandibularis
Lysibia mandibularis là một loài tò vò trong họ Ichneumonidae.